# Peter Herbert Jackson
Peter Herbert Jackson est un rameur britannique né le 15 novembre 1912 à Market Harborough (Royaume-Uni) et mort le 5 février 1983 à Cirencester (Royaume-Uni).

## Biographie
Peter Herbert Jackson participe à l'épreuve de quatre sans barreur aux Jeux olympiques d'été de 1936 à Berlin et y remporte la médaille d'argent.